# Szalony Piotruś
Szalony Piotruś (fr. Pierrot le Fou) – francusko-włoski komediodramat z 1965 roku w reżyserii Jean-Luc Godarda, zrealizowany na podstawie powieści Obsession Lionela White’a. Zdjęcia kręcono w Hyères, Gonfaron, Tulonie, Awinionie, Porquerolles, Paryżu, Issy-les-Moulineaux, Tremblay-en-France oraz Neuilly-sur-Seine.
Dziesiąty z kolei film fabularny w twórczości Godarda, wykreowany jako komediodramat na groteskowo-sensacyjnym podłożu, miał również wszelkie cechy kwalifikujące go obecnie jako film drogi. Obraz brał udział w konkursie głównym o nagrodę Złotego Lwa na 26. MFF w Wenecji, a odtwórcę głównej roli, Jean-Paula Belmondo, nominowano do nagrody BAFTA w 1967 roku.

## Treść
Rozczarowany małżeństwem i egzystencjalnie znudzony dostatnim mieszczańskim życiem Ferdynand Griffon udaje się wraz z żoną na towarzyski wieczór u zamożnych teściów. W wynajętej opiekunce do dzieci niespodziewanie jednak rozpoznaje swą dawną przyjaciółkę Marianne. Pod wpływem impulsu decyduje się porzucić burżuazyjny styl życia, rozpoczynając faktycznie przestępczą karierę, i w jej towarzystwie wyrusza z Paryża na południe Francji w szaloną podróż, w której ocierają się o handel bronią i polityczne spiski. Nazywany przez nią Piotrusiem (Pierrot), Ferdynand początkowo nie jest też świadomy, że tajemnicza Marianne ścigana jest przez zabójców z terrorystycznej OAS. W bezustannej ucieczce przed ich pościgiem oraz policją, oboje dyskutują i prowadzą niekonwencjonalne życie, a Ferdynand – mimo ciągu emocjonujących zdarzeń – beztrosko czyta książki, filozofuje i pisze pamiętnik. Dramatyzm złożonej sytuacji, w którą dobrowolnie się wplątał, ostatecznie nie pozostawia mu jednak wyboru i po zabójstwie Marianne bohater kończy śmiercią samobójczą, popełnioną w ekscentryczny sposób.    

## Obsada
- Jean-Paul Belmondo – Ferdynand–„Piotruś” Griffon
- Anna Karina – Marianne Renoir
- Graziella Galvani – żona Ferdynanda
- Dirk Sanders – Fred
- Jimmy Karoubi – karzeł, szef grupy zabójców
- Roger Dutoit – zabójca
- Hans Meyer – zabójca
- Samuel Fuller – amerykański reżyser
- Aïcha Abadie – w roli samej siebie
- Alexis Poliakoff – chłopiec okrętowy
- Raymond Devos – nieznajomy z przystani
- László Szabó – Lazlo Kovacs
- Pascal Aubier – drugi brat
- Pierre Hanin – trzeci brat
- Krista Nell – pani Staquet